# Krisztina Tóth (tenisistka stołowa)
Krisztina Tóth (ur. 29 maja 1974 w Miszkolcu) – węgierska tenisistka stołowa, brązowa medalistka mistrzostw świata, siedmiokrotna mistrzyni Europy. 
W mistrzostwach Europy dwudziestojednokrotnie zdobywała medale. Trzykrotnie była mistrzynią Starego Kontynentu w grze podwójnej (dwukrotnie z Csillą Bátorfi i jeden raz z Georginą Pota) oraz dwukrotnie drużynowo i w grze mieszanej (z Władimirem Samsonowem i Wernerem Schlagerem). Indywidualnie dwukrotnie przegrała pojedynek o złoty medal. Miało to miejsce w 1996 roku w Bratysławie i w 2002 w Zagrzebiu.
Mistrzyni Europy juniorów w 1991 w grze pojedynczej.
Czterokrotnie startowała w igrzyskach olimpijskich (1996, 2000, 2004, 2008), jednak nie udało się jej zdobyć medalu. Najbliżej tego osiągnięcia była w Sydney (2000), gdzie startując w parze z Csillą Bátorfi przegrała bezpośrednią walkę (2:3) o brązowy medal w grze podwójnej z parą koreańską Kim Moo Kyu/Ryu Ji-Hye. W deblu w parze z Csillą Bátorfi zdobyła też jedyny do tej pory medal w mistrzostwach świata (w 1995 w Tianjin).